# 송소희
송소희(1997년 10월 20일~)는 대한민국의 국악인이다. 어려서부터 국악의 여러 장르 가운데 민요 부분에 천부적 재능을 보여서 소녀 명창이라는 평을 들어 왔다. 또한 초등학교 5학년 때에 KBS1 《전국노래자랑》에 출연하여 청춘가를 불렀다. 그것으로 시청자들에게 깊은 인상을 주면서 전국적으로 유명해졌으며 그 이후 여러 공연무대에 초대를 받아 공연하면서 상당히 많은 팬들을 갖게 되었다. 고등학교 재학중에는 공부와 민요공연을 병행했다. 2016학년도 단국대 음악대학 국악과(경서도창) 정시모집에 최종 합격했다. 경기도 용인시는 2016년 10월 24일 송소희를 경기도 용인시 홍보대사에 위촉했다.

## 생애

### 가족
송소희는 2녀 중 장녀로 1997년 충청남도 예산군에서 태어났다. 자매로는 2살 어린 여동생이 있다. 2010년 2월에 덕산초등학교를, 2013년 2월에 임성중학교를 졸업했으며, 2013년 3월 호서고등학교로 진학하였는데 국악고등학교로 하지 않고 고향 지역의 일반계 고등학교로 한 것은 고등학교를 마칠 때까지는 가족과 함께 지내고, 국악을 전공으로 하는 공부는 대학 진학 후에 하도록 하는 것이 좋겠다는 아버지의 조언에 따른 것이라 한다.

## 수상 및 경력

### 미디어 활동
송소희의 이름이 전국적으로 알려지게 된 계기는 초등학교 5학년이었던 2008년에 KBS 《전국노래자랑》에 출연한 것이었다. 그때 부른 창부타령은 시청자에게 큰 감명을 주었고 상반기 결선 및 연말 결선에서 1등을 차지했고, 소희는 2009년 전국노래자랑 역사상 최연소 1등 시상자가 되었다. 그 이후 소희는 《스타킹》, KBS 《열린음악회》, 《윤도현의 러브레터》등 여러 텔레비전 프로그램에 출연하여 창부타령, 태평가, 아리랑, 뱃놀이, 군밤타령, 배 띄워라 등의 경기민요를 불렀고 더 유명해지게 되었다.
2008년 스타킹에의 출연은 송소희에게 또 다른 배움의 인연을 얻게 해주었다. 소희의 재능을 눈여겨 본 경기민요 명창인 이호연씨가 자원해서 사사를 해주기로 한 것이다. 다음은 그 당시 이호연 명창의 소희에 대한 평이다.
“소희는 목소리가 맑고 높아 민요를 잘할 소질을 타고 났어요. 음감도 뛰어나 모르는 노래도 한 번 들으면 바로 받아들여 따라 부르지요. 방울목 도 뛰어나요.
소희는 2010년까지 2년 동안 이호연씨의 사사를 받으면서 경기민요를 더욱 완성해 나갔다. 2010년 이후로는 학업에 좀 더 집중하기 위해 전문가의 지도를 받기 보다는 혼자서 그동안 공부한 것을 되새기고 발전시키는 데 노력을 기울이고 있다.

### 공연 및 활동

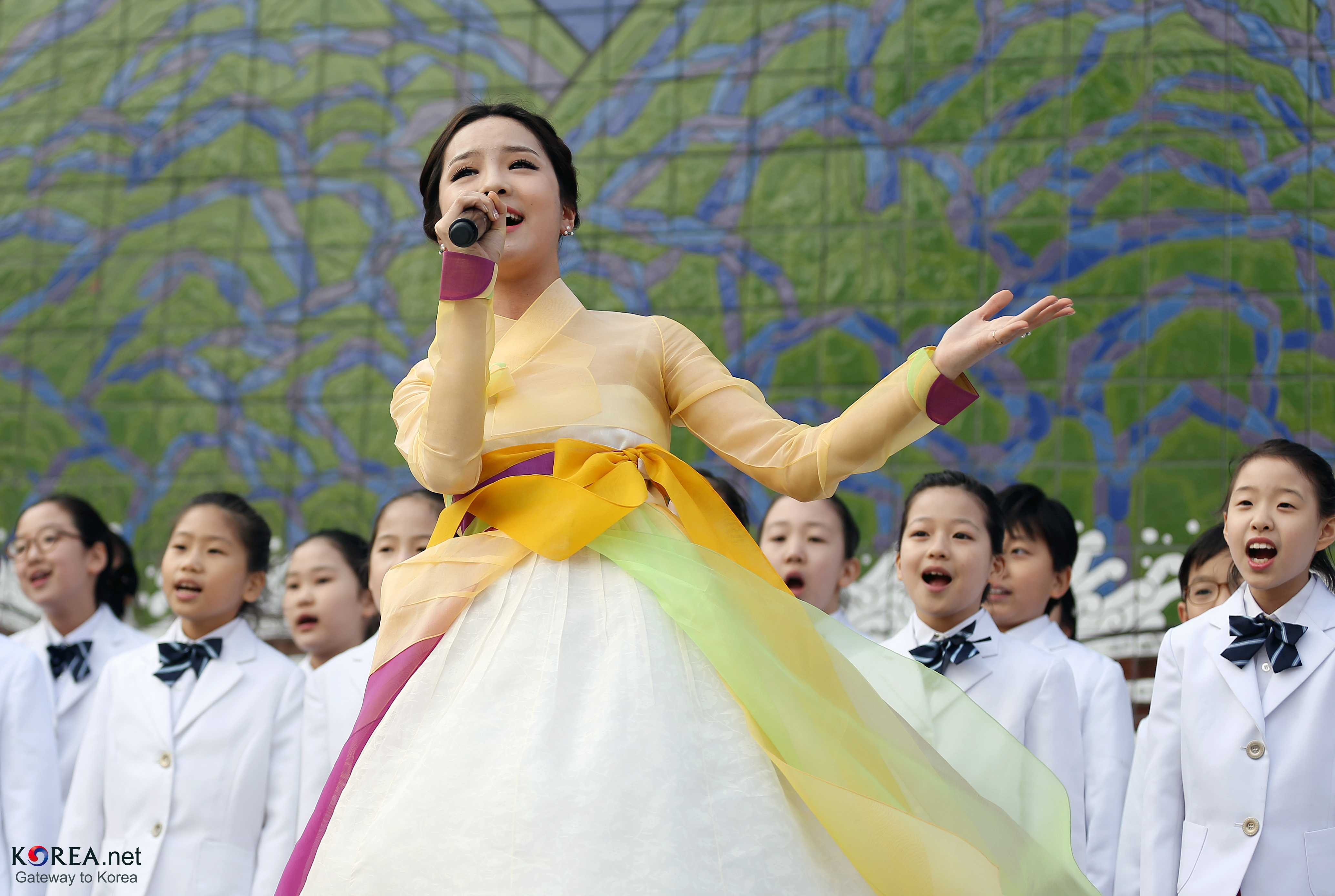
2014년 서울 종로구 인사동의 봄 행사에서 아리랑을 공연하는 송소희

2008년 이후 소희는 국내 및 국외의 크고 작은 무대에 초청을 받아 공연을 해왔다. 국내주요 공연으로는 《건국60주년》 국회공연 2008, 《세계대백제전》 개막식 공연, 《전주소리축제》 폐막식 공연, 세계공영방송 서울총회 개막식 공연 등을 들 수 있다.
한편, 송소희의 인기는 빠르게 온라인 동영상과 프로그램 다시보기 기능에 힘입어 국외로 확산되었다. 세계 각국에 사는 교포 뿐 아니라 외국인들도 송소희의 재능에 반하게 되었고 한국 전통 민요의 아름다움을 느끼게 되었다.
국제적 명성이 높아지면서 외국에서 공연초청도 늘어나게 되었다. 소희는 2009년부터 매년 여러 차례 씩 일본, 러시아, 미국, 중동 등 여러 국가에서 이루어지는 민간 교류 행사나 한국문화를 소개하는 행사에 초대받아 공연을 하고 있다. 최근 있었던 주요 외국공연으로는 2009년 한일문화교류 일본공연, 2010년 한-러수교20주년 러시아공연, 2012년 인도 한국문화원 개원 공연 등이 있다.
2008년 이전
- 전국 시조가사가곡 경창대회 대상5회
- 한국국악협회 주최 국악경연 대상
- 전국 시조경창대회 학생부 대상 3회
- 한밭문화재 주최 시조대회 대상
- 가람 이병기 선생 추모대회 대상 2회
- 보령 시조가사가곡 대회 대상

2008년
- KBS 1TV 《전국노래자랑》 예산군예선 1위 (2008년 6월 22일)
- KBS 1TV 《전국노래자랑》 상반기결선 1등 (2008년 6월 29일)
- KBS 2TV 《윤도현의러브레터》 출연 (2008년 7월 4일)
- KBS 1TV 《국악한마당》 출연. 아리랑, 청춘가. (2008년 8월 9일)
- KBS 1TV 《국악한마당》 출연. 추석특집.마당놀이 "흥부 박 터졌네". 2008년 9월 14일
- KBS 1TV 《국악한마당》 출연. 비나리. (2008년 10월 18일)
- KBS 1TV 《국악한마당》 출연. 국악대상 축하무대. 비나리. (2008년 12월 27일)
- KBS 1TV 《국악한마당》 출연. 추석기획. 노래가락. 권나영과 듀엣. (2010년 9월 18일)
- KBS 1TV 《전국 노래자랑》 연말결선 대상 수상 (2008년 12월 28일)
- SBS 《스타킹》 75회 출연 (2008년 7월 12일)
- SBS 《스타킹》 81회 출연 (2008년 8월 30일)
- SBS 《스타킹》 97회 출연 (2008년 12월 27일)
- 건국60주년 국회 공연
- 용인시 국악관현악단과 협연
- 대전시 국악관현악단과 협연

2009년
- KBS 1TV 《열린음악회》 출연. 비나리, 창부타령 (2009년 1월 25일)
- SBS 《스타킹》 118회 출연 (2009년 6월 6일)
- 서울시 청소년 국악관현악단과 협연
- 숙대가야금연주단과 협연
- 한-일문화교류 일본공연. (2009년 11월 10일~12일)
- 초등학교 졸업기념 겸-송년효자선 음악회(제1회). 2009년 12월 26일. 예산문화회관
- 함양군 산삼축제 축하공연
- 수덕사 홍보대사 위촉
- 양평군 홍보대사 위촉
- KBS 《VJ특공대》 출연
- KBS 《국악동요제》 특별출연
- 대전문화예술의전당 초청공연
- 세종문화회관 대극장 공연
- 거제시 문화예술회관 초청공연
- 하남시 문화예술회관 초청공연
- 태안군 문화예술회관 초청공연
- 충주시 문화예술회관 초청공연

2010년
- 청주시 국악관현악단과 협연
- 한-러수교 20주년 러시아공연
- KBS 1TV 《가요무대》 출연. 비나리. (2010년 2월 10일)
- KBS 1TV 《가요무대》 출연. 강원도아리랑. (2010년 8월 16일)
- KBS 1TV 《가요무대》 출연. 추석특집. 군밤타령, 창부타령. (2010년 9월 20)
- KBS 1TV 《가요무대》 출연. 가요무대 사반세기.늴리리야, 잘했군 잘 했어(송해 선생님과 함께) (2010년 10월 25일)
- KBS 1TV 《국악한마당》 출연. 이호연 명창과 함께. 금강산타령. (2010년 5월 22일)
- KBS 1TV 《국악한마당》 출연. 추석기획. 노래가락. 권나영과 듀엣. (2010년 9월 18일)
- KBS 1TV 《열린음악회》 출연. 비나리, 경복궁타령. (2010년 6월 20일) 광주교대
- KBS 1TV 《아침마당》 출연. (2010년 9월 13일)
- KBS 1TV 《아침마당》 공사창립 40주년 사랑해요 KBS 출연. (2013년 3월 2일)
- KBS 1TV 《아침마당》 광주 유니버사이드 소개 출연. (2015년 7월 1일)
- KBS 2TV 《생방송 오늘》, 전남도 진도군 편 출연. (2010년 1월 23일)
- KBS 2TV 《생방송 오늘》, 강원도 정선군 편 출연. (2010년 1월 31일)
- KBS 2TV 《생방송 오늘》, 전북도 고창군 편 출연. (2010년 2월 6일)
- KBS 2TV 《생방송 오늘》, 진도군, 정선군, 고창군 종합편; 중국 길림성 맛보기편 출연. (2010년 2월 13일)
- KBS 2TV 《생방송 오늘》, 중국 길림성 1편 출연. (2010년 2월 20일)
- KBS 2TV 《생방송 오늘》, 중국 길림성 2편 출연. (2010년 2월 27일)
- KBS 2TV 《생방송 오늘》, 경남도 밀양시 편 출연. (2010년 3월 6일)
- KBS 2TV 《생방송 오늘》, 충남도 공주시, 금산군 편 출연. (2010년 4월 27일)
- KBS 2TV 《생방송 오늘》, 제주도 편 제주방송60주년 출연. (2010년 9월 10일)
- KBS 2TV 《생방송 오늘》, 꽃길 따라 소리 기행편 출연. 남해, 여수, 진도. (2011년 5월 11일)
- MBC 《얼씨구 학당》 4회 출연
- 광복절 기념식 애국가 제창
- KBS 1TV 세계대백제전 개,폐막식 공연. (2010년 9월 17일)
- 전주시 세계소리축제 페막식 공연
- 김제시 지평제축제 개막식 공연
- 세계 태권도 선수권 대회 축하공연
- 백범 김구재단 올해의 인물 10인에 선정
- 세종문화회관 대극장 초청공연
- 88 올림픽 공원 공연
- 울산 MBC 축하공연
- SBS 《스타킹》 189회 출연. (2010년 11월 13일)

2011년
- KBS 1TV 신년특집 《새출발 2011 시청자와 함께》 비나리, 군밤타령. (2011년 1월 1일)
- KBS 1TV 《열린음악회》 출연. 신년특집 866회 오프닝멘트-새해인사, 청춘가, 태평가. (2011년 1월 2일)
- KBS 《가요무대》 2회 출연
- KBS 《국악한마당》(국악방송 10주년) 출연
- KBS 1TV 《글로벌 코리아》 생방송 출연: 아리랑, 진도아리랑, 밀양아리랑, 강원도 아리랑. 공사창립 특집. (2011년 3월 3일)
- KBS 《국악한마당》 출연
- KBS 《생방송 오늘》 특집방송 출연
- 미국 LA 코리아 페스티벌 오프닝 공연
- 생명나눔 장기기증 운동본부 홍보대사 위촉
- KBS 《어린이음악회》 초정공연
- KBS 1TV 《세계공영TV(INPUT)총회》 축하공연: 아리랑, 진도아리랑, 밀양아리랑, 강원도아링/KBS홀/ (2011년 5월 11일)
- 국립국악원 초청공연
- 정주영기념관 초청공연

2012년
- KBS 1TV 《열린음악회》 출연. 경복궁타령, 군밤타령, 어마나2절, 잔짜라(가수 장윤정씨와 함께). (2012년 1월 29일)
- KBS 1TV 《열린음악회》 출연. 배띄워라. (2012년 9월 9일)

2013년
- KBS 1TV 《열린음악회》 출연. 잊지 말아요. (2013년 3월 24일)
- SBS 《스타킹》 141회 출연 (2013년 11월 9일)
- KBS 1TV 《국악한마당》 1010회 출연.태평가, 경복국타령, 가수 하춘화 씨와 함께 늴리리야와 군밤타령. 전출연자 진도아리랑. (2013년 12월 21일)
- KBS 1TV 《국악한마당》 설날 전국 민요자랑 출연. 축하노래 매화타령. 인기상 시상. (2015년 2월 21일)

2014년
- 예술의전당_신년음악회 출연 (2014년 1월 3일)
- 2014 유네스코한국위원회 홍보대사
- 2014 UN공공행정포럼 홍보대사
- 2014 한우 TVC 모델 및 한우홍보대사
- 양평 수덕사 홍보대사

2015년
- SBS 《스타킹》 400회 축하 인사 (2015년 2월 7일)
- KBS 2TV 《1:100》 퀴즈 쇼 출연 (2015년 3월 10일)
- 청원새명축제 홍보대사 위촉 (2015년 5월 17일)
- KBS 2TV 광주 U대회 개막식 공연-"생명의 빛" 출연 (2015년 7월 3일)
- 대한적십자사 RCY 홍보대사 위촉 (2015년 10월 19일)
- KBS 연예대상 출연: 1)레드카펫, 2)송해선생님과 함께시상식, 3)축하노래-이 밤이 지나면, 밤이면 밤마다 (2015년 12월 26일)
- SBS 연기대상 출연: 축하공연-무이이야 (2015년 12월 31일)

2016년
- KBS 1TV 《열린음악회》 출연. 신년기획. 아름다운 나라, 태평가. (2016년 1월 3일)
- KBS 1TV 《가요무대》 출연: 홀로아리랑 (2016년 1월 4일)
- 국악드림콘서트 거제문화예술회관 대극장 늴리리랴, 매화타령, 태평가 (2016년 1월 26일)
- 2016년 새해맞이 《신년음악회 인천 부평아트센타 해누리극장_ 태평가, 매화타령 (2016년 1월 28일)
- 2016 《신년음악회》 국악소녀 송소희_SYMPHONY_W_GS칼텍스 예울마루대극장_홀로아리랑, 배띄워라, 태평가(오후 3시, 오후 7시_2회)(2016년 1월 30일)
- 올림픽 FESTIVAL in 강릉_강릉단오공원 특설무대_송소희와 함께 부르는 정선아리랑 (2016년 2월 4일)
- 국악방송(라디오) 《토요정담》(2016년 2월 6일)
- 《국악드림콘서트》_울산 현대예술관 대공연장_늴리리야, 태평가, 매화타령 (2016년 2월 18일)
- 《국악드림콘서트》_진주 경상남도문화예술회관 대공연장_태평가, 늴리리야, 매화타령, 홀로아리랑(2016년 2월 25일)
- MBC 《복면가왕》(51회)-{어디서 좀 노셨군요}으로 출연: 1ROUND_시간을 달려서《혼자옵서예》와 듀엣 (2016년 3월 20일)
- MBC 《복면가왕》(52회)-{어디서 좀 노셨군요}으로 출연: 2ROUND_아버지, 3ROUND_You and I(2016년 3월 27일)
- KBS 《사랑 나눔의 희망 음악회》
- 군밤타령, 아리랑 (2016년 12월 25일)

## 후원
2008년 이후 그녀가 널리 알려지면서 전국적으로 그녀의 탁월한 재능을 아끼는 팬들이 모임을 결성하여 그녀에게 정신적, 물질적 후원을 해 왔다.송소희의 주요 후원자 중 한 사람은 한복전문가이자 ‘박지현 한복’을 운영하고 있는 디자이너 박지현이다. 그녀는 2008년에 스타킹에 출연한 송소희를 본 후 자청해서 소희가 공연 때 입을 아름다운 한복을 협찬해 주고 있다(2014년 이후 협찬하지 아니함). 그녀가 제공하는 한복은 전통한복과 서양 옷의 장점을 결합시켜 디자인한 퓨전한복으로서 공연 때마다 소희의 아름다움을 돋보이게 해서 보는 이들을 감탄하게 하고 있다.
최근에 결성된 송소희 후원단체로는 미국 뉴저지주에서 결성된 '송소희 미주후원회'가 있다. 2012년 12월에 미국 뉴저지 주에서 있었던 초청공연을 계기로 그녀를 초빙한 미디어조아 대표 한지선의 노력으로 결성되었으며 현재는 이화선이 후원회의 회장직을 맡고 있다.

## 예능
- 2016년 MBC 《미스터리 음악쇼 복면가왕》 - 어디서 좀 노셨군요
- 2018년 tvN 《달팽이호텔》
- 2018년 JTBC 《아는 형님》
- 2022년 MBC 《황금어장 라디오스타》
- 2022년 sbs 《골때리는그녀들》